# Motorworld Region Stuttgart

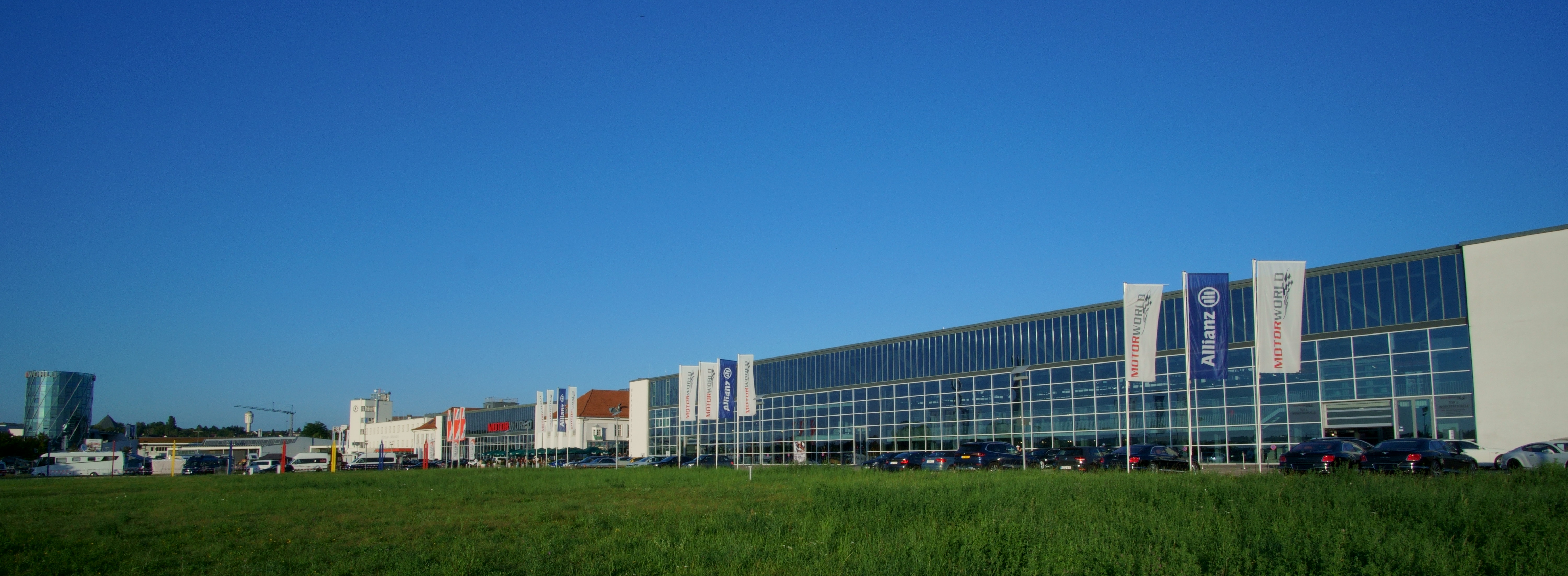
Motorworld Region Stuttgart

Die Motorworld Region Stuttgart ist ein Dienstleistungszentrum rund um die Themen Automobil und Motorrad mit Spezialisierung auf Oldtimer und Supersportwagen. Es befindet sich in der namensgebenden Region Stuttgart in Böblingen im Stadtteil Flugfeld.
Der Komplex wurde 2009 unter dem Namen Meilenwerk Region Stuttgart eröffnet. Die teilweise denkmalgeschützten Räumlichkeiten waren ursprünglich Hangars und Werkstätten des Flughafens Böblingen und wurden später von den US-Streitkräften benutzt. Ein Teil der ehemaligen Einrichtung wurde als Erinnerung an die Geschichte der Gebäude erhalten. Die Sanierung der Gebäude war einer der ersten Schritte in der Neuentwicklung des Stadtteils Flugfeld.
Die Motorworld bietet ein umfassendes Service-Angebot rund um das Automobil mit diversen Auto- und Motorradhändlern, Vertragshändlern, Vertragswerkstätten, Gebrauchtwagenhandel, Oldtimerhandel und Einrichtungen, die sich auf Restaurierung und Erhalt von alten Fahrzeugen spezialisiert haben. Tagsüber, auch am Wochenende, sind die Hallen für Besucherverkehr kostenfrei zugänglich. Sie sind in ihrer Charakteristik einesteils Autoverkaufshallen, andererseits auch nur Ausstellungsplattform oder Automuseum. Fahrzeugbesitzer können dort ihr Fahrzeug ausstellen, nach Käufern suchen oder die Einrichtung als Garage benutzen. Dazu gibt es mietbare Glasboxen. Die Fahrzeugbesitzer haben durch eine Zugangskarte und einen Zugangscode auch außerhalb der öffentlichen Besuchszeiten jederzeit Zugang zu ihren Fahrzeugen. 
Ein großer Parkplatz, gastronomische Angebote, eine Zigarrenlounge, ein Autozubehör- und Bekleidungsverkauf, ein Raum mit kostenpflichtigen Fahrsimulatoren sowie das V8 Hotel runden das Angebot ab. Die Legendenhalle kann im Rahmen von Führungen besucht werden. Außerdem gibt es Räume unterschiedlicher Größe, die gemietet und mit oder ohne Catering für Tagungen und öffentliche oder private Veranstaltungen genutzt werden können.
Der Parkplatz wird gelegentlich von Zirkussen oder als Autokino genutzt.

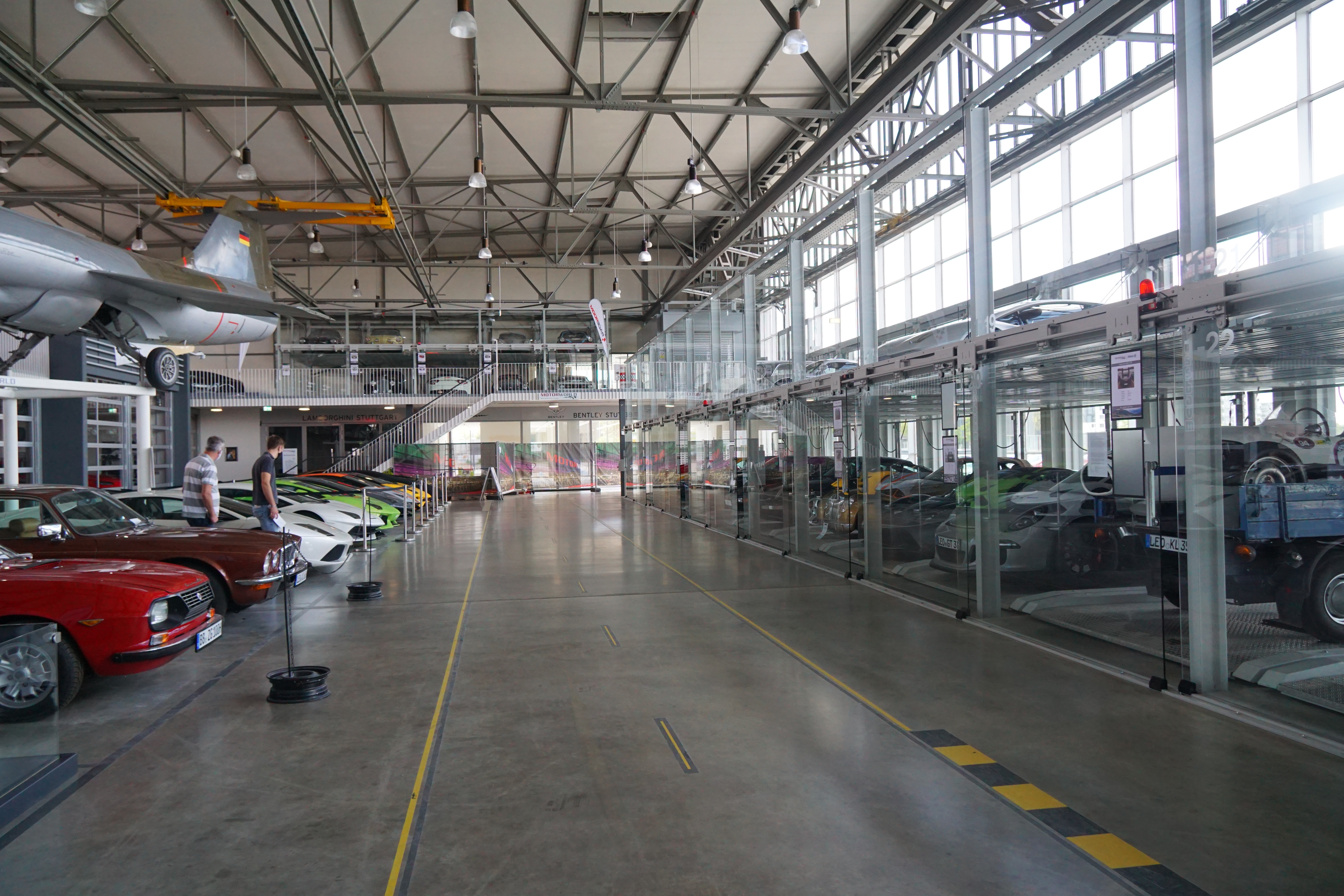
Glasboxen und Ausstellungshalle
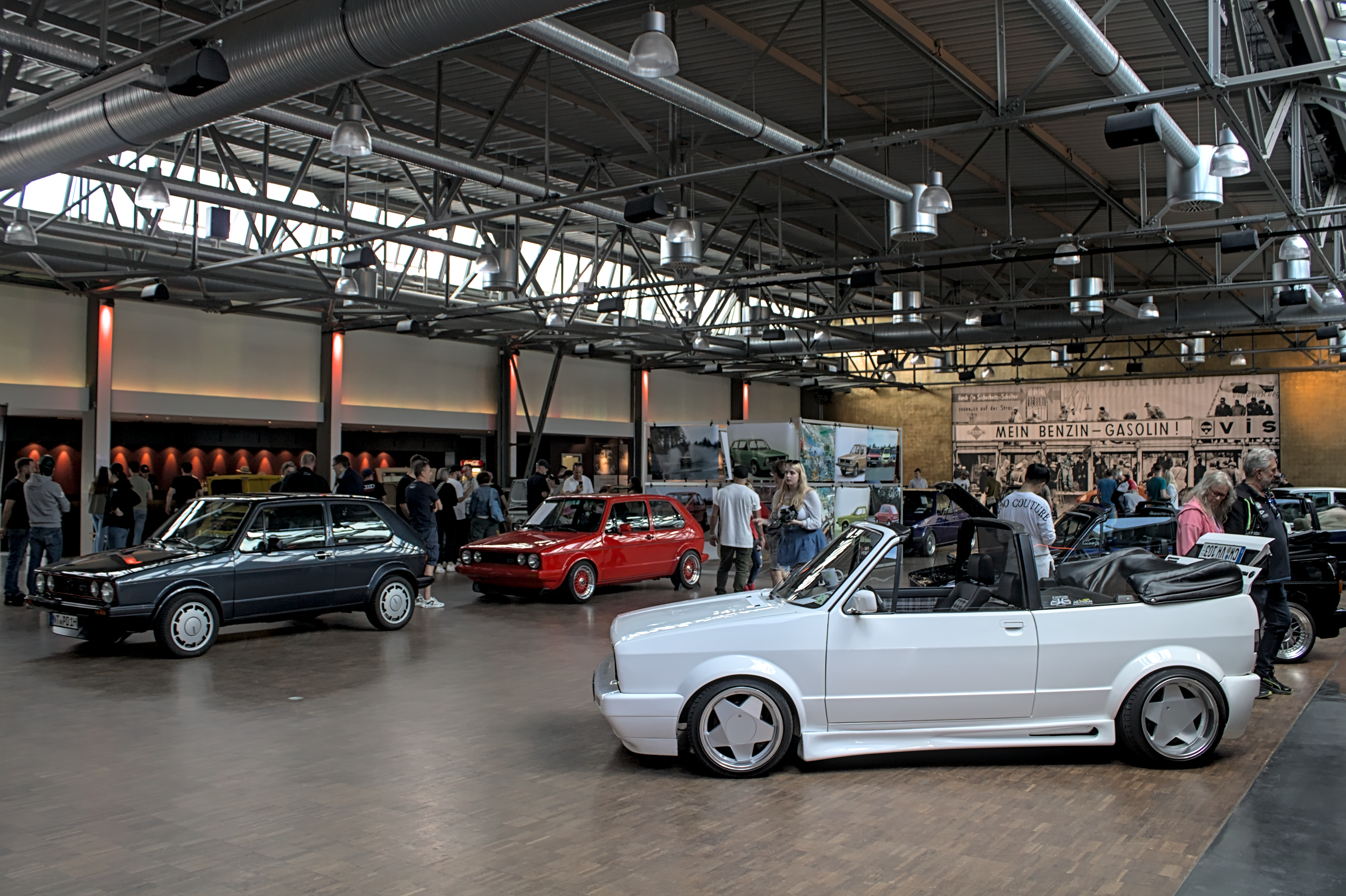
Legendenhalle zur Sonderschau 50 Jahre Golf I
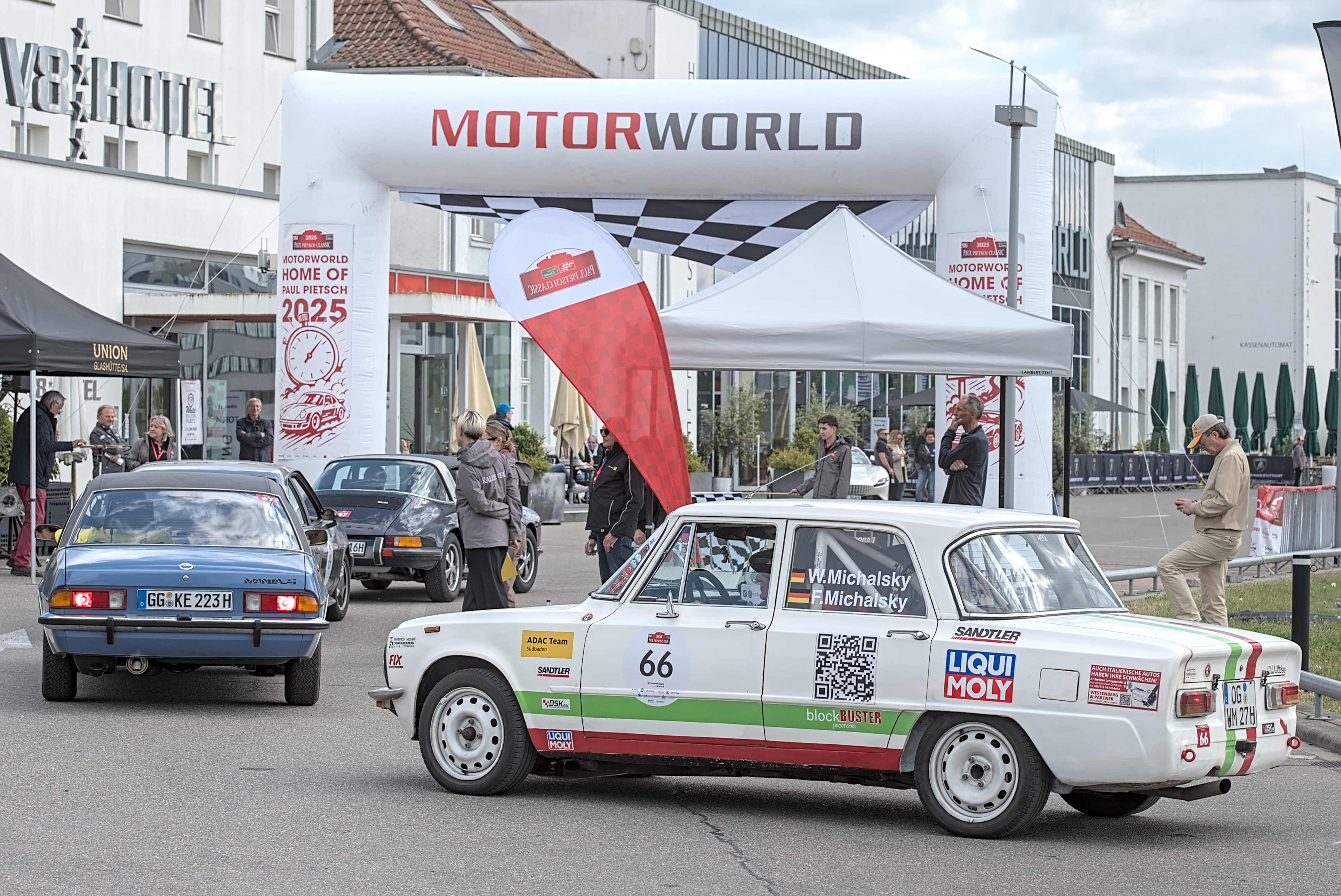
Zieleinlauf der Paul Pietsch Classic 2025